# Teplitz-Schönauer Anzeiger
Der Teplitz-Schönauer Anzeiger war eine Zeitung der Sudetendeutschen für den Raum Teplitz-Schönau, Dux und Bilin.
Die Zeitung wurde im Jahre 1861 in Teplitz-Schönau gegründet und war von einem liberalen Stil geprägt. Sie diente den sudetendeutschen Vertretern der Landsmannschaft hauptsächlich als Nachrichtenblatt und zur Pflege des kulturellen Gutes der Sudetendeutschen.
Zur deutschen Zeit des Sudetenlandes 1938 bis 1945 wurde der Titel der Zeitung in Neues Tagblatt – Teplitz-Schönauer Anzeiger geändert. Mit der Wiedererrichtung der Tschechoslowakei 1945 wurde die Zeitung eingestellt.
Im Jahre 1947 gründete Adolf Hanke die Teplitz-Schönauer Rundschau. Aus dieser Publikation entstand im Jahre 1952 eine Neuerscheinung des Teplitz-Schönauer Anzeigers. Herausgegeben wurde sie von Emmerich Eberl im Martin Herklotz Verlag in Marburg. Im Jahre 1953 erschien die Zeitung mit einer Auflage von 3200 Exemplaren und wurde am 5. und 20. jedes Monats verkauft.
Ende der 1960er Jahre kaufte der rechtsextreme Verleger Gerhard Frey die Zeitung auf.